# Stal Ostrów Wielkopolski
Le Stal Ostrów Wielkopolski, officiellement connu sous le nom de Tasomix Rosiek Stal Ostrów Wielkopolski pour des raisons de sponsoring, est un club professionnel polonais de basket-ball masculin basé dans la ville d'Ostrów Wielkopolski.
Depuis sa montée en 2015, Stal évolue en première division polonaise (PLK). Le club s’est distingué en remportant le championnat national en 2021 et la Coupe de Pologne en 2019 et 2022. Actif sur la scène européenne, Stal participe régulièrement à la Ligue des Champions, la Coupe d'Europe FIBA et la European North League, remportée en 2023.

## Historique
Le Stal Ostrów Wielkopolski est fondé en 1947 par des passionnés du sport de la ville,. Pendant plusieurs décennies, l’équipe évolue principalement dans les divisions inférieures. Elle accède pour la première fois à l’élite du basketball polonais en 1998, où elle joue 11 saisons consécutives, remportant une médaille de bronze en 2002.
En 2009, le club ne reçoit pas de licence pour participer à la première division (PLK) et se voit rétrogradé en II Liga (pl) (troisième division) durant la saison 2009/2010. Il remonte progressivement et, en 2015, après avoir terminé premier de la saison régulière de I Liga (pl) (deuxième division) et battu Sokół Łańcut (pl) en finale (3:1), il retrouve la PLK.
Entre 2016 et 2023, Stal Ostrów Wielkopolski s’est affirmé comme l’un des clubs les plus compétitifs du basketball polonais. Le club a remporté une première médaille de bronze en 2017, puis a terminé vice-champion de Pologne en 2018. En 2019, il décroche son premier trophée majeur avec la victoire en Coupe de Pologne, suivie d’une finale de la Coupe d'Europe FIBA disputée en 2021, dans un format adapté à la pandémie.
Cette même année, Stal remporte son premier titre national. En raison des restrictions sanitaires liées à la COVID-19, le Final Four est organisé à Ostrów Wielkopolski. L’équipe, classée troisième de la saison régulière, élimine Legia Varsovie en demi-finale (3:0), puis s’impose face à Zastal Zielona Góra en finale (4:2).
En 2023, le club remporte la European North Basketball League (ENBL) et décroche une deuxième médaille de bronze au championnat national.

### Évolution du nom
Stal Ostrów Wielkopolski
- 1999-2000 : Wega-Stal Ostrów Wielkopolski
- 2000-2001 : Malfarb-Budrem Ostrów Wielkopolski
- 2001-2002 : Degusta-Malfarb Ostrów Wielkopolski
- 2002-2003 : Gipsar Stal Ostrów Wielkopolski
- 2006-2007 : Gipsar Stal Ostrów Wielkopolski
- 2007-2009 : Atlas Stal Ostrów Wielkopolski
- 2010-2012 : BM Węgiel Stal Ostrów Wielkopolski
- 2012-2019 : BM SLAM Stal Ostrów Wielkopolski
- 2019-2021 : ARGED BM SLAM Stal Ostrów Wielkopolski
- 2021-2023 : Arged BM Stal Ostrów Wielkopolski
- Depuis 2024 : Tasomix Rosiek Ostrów Wielkopolski

### Historique du logo

## Palmarès
| Compétitions nationales | Compétitions internationales                                                       |
| Championnat de Pologne (1) - Champion : 2021 - Vice-champion : 2018 Coupe de Pologne (2) - Vainqueur : 2019, 2022 - Finaliste : 2024 Supercoupe de Pologne (en) (1) - Vianqueur : 2022 - Finaliste : 2019, 2021 | Coupe d'Europe FIBA - Finaliste : 2021 European North League (1) - Vaiqueur : 2022 |

## Entraîneurs successifs
| Rang | Nom                       | Période   |
| ---- | ------------------------- | --------- |
| 1    | Andrzej Kowalczyk (pl)    | 1994-2004 |
| 2    | Vadim Chechuro (pl)       | 2004-2005 |
| 3    | Andrzej Kowalczyk (pl)    | 2005-2009 |
| 4    | Kasper Smektała           | 2009-2010 |
| 5    | Mikołaj Czaja             | 2010-2013 |
| 6    | Krzysztof Szablowski (pl) | 2013-2014 |
| 7    | Mikołaj Czaja             | 2014-2015 |

| Rang | Nom                    | Période     |
| ---- | ---------------------- | ----------- |
| 8    | Zoran Sretenović       | 2015-2016   |
| 9    | Emil Rajković (mk)     | 2016-2018   |
| 10   | Wojciech Kamiński (de) | 2018-2019   |
| 11   | Jacek Winnicki (pl)    | 2019        |
| 12   | Łukasz Majewski        | 2019-2020   |
| 13   | Igor Miličić (pl)      | 2020-2022   |
| 14   | Andrzej Urban (en)     | Depuis 2022 |

## Joueurs célèbres ou marquants
- Michael Ansley
- Darnell Jackson
- Isaiah Morris
- Kevinn Pinkney
- Casper Ware